# Joseph-Marion Leandré
Joseph-Marion Leandré   (Haití, 9 de maig de 1945) fou un futbolista haitià de la dècada de 1970.
Fou 6 cops internacional amb la selecció d'Haití amb la qual participà en la Copa del Món de futbol de 1974.
Pel que fa a clubs, destacà a Racing Club Haïtien
El seu germà Fritz també fou futbolista.